# Žabnik (Sveti Martin na Muri)
Žabnik je naselje u Republici Hrvatskoj, u sastavu Općine Sveti Martin na Muri, Međimurska županija. 
Ono je ujedno i najsjevernije naselje u Hrvatskoj. Žabnik je poznato turističko mjesto zbog Mlina na Muri i zbog prirodnih ljepota koje se nalaze u Žabniku.

## Ime
U izvorima na mađarskom jeziku ovo se naselje zove Békásd.

## Stanovništvo
Prema popisu stanovništva iz 2001. godine, naselje je imalo 377 stanovnika te 103 obiteljskih kućanstava.
| broj stanovnika | 165   | 169   | 189   | 204   | 246   | 243   | 248   | 269   | 306   | 310   | 304   | 355   | 361   | 368   | 377   | 372   | 365   |
|                 | 1857. | 1869. | 1880. | 1890. | 1900. | 1910. | 1921. | 1931. | 1948. | 1953. | 1961. | 1971. | 1981. | 1991. | 2001. | 2011. | 2021. |